# Cytaea ponapensis
Espèce
Cytaea ponapensis est une espèce d'araignées aranéomorphes de la famille des Salticidae.

## Distribution
Cette espèce est endémique de Pohnpei aux États fédérés de Micronésie,.

## Description
Les mâles mesurent de 4,3 à 4,8 mm et les femelles de 5,6 à 6,4 mm.

## Étymologie
Son nom d'espèce, composé de ponap[e] et du suffixe latin -ensis, « qui vit dans, qui habite », lui a été donné en référence au lieu de sa découverte, Ponape.

## Publication originale
- Berry, Beatty & Prószyński, 1998 : Salticidae of the Pacific Islands. III. Distribution of Seven Genera, with Description of Nineteen New Species and Two New Genera. Journal of Arachnology, vol. 26, no 2, p. 149-189 (texte intégral).